# IC 10
IC 10 je relativně blízká trpasličí nepravidelná galaxie náležející do Místní skupiny galaxií. Při pozorování ze Země se promítá do souhvězdí Kasiopeji. Je pro ni charakteristická intenzivní tvorba hvězd, díky čemuž je považována za hvězdotvornou galaxii, a to dokonce jedinou známou tohoto typu v Místní skupině. Objevena byla americkým astronomem Lewisem Swiftem v roce 1887.